# Liste der Klassischen Archäologen an der Universität Leipzig
In der Liste der Klassischen Archäologen an der Universität Leipzig werden alle Hochschullehrer gesammelt, die an der Universität Leipzig Klassische Archäologie lehrten und lehren.
Erste Anfänge einer klassisch-archäologischen Lehre begann der Professor für Poesie, Johann Friedrich Christ ab 1735. 1834 wurde eine „antiquarische Gesellschaft“ gegründet, aus der 1874 als feste Universitätseinrichtung das Archäologische Seminar entstand. Seit 1840 wurde auch eine Lehr- und Studiensammlung antiker Kunst aufgebaut. 1968 wurde der Klassischen Archäologie in Leipzig im Zuge der 3. Hochschulreform ein Ende gesetzt. Der Lehrstuhl wurde aufgelöst, die Lehr- und Studiensammlung in Depots verbannt und die Lehre innerhalb des „Fachbereich Archäologie“ aufrecht gehalten. Erst 1991 wurde das Seminar wieder eingerichtet. 2014 wurde die Klassische Archäologie vom Rektorat der Universität Leipzig zur Streichung vorgeschlagen. Seit 2017 ist sie als Juniorprofessur besetzt.
Angegeben ist in der ersten Spalte der Name der Person und ihre Lebensdaten, in der zweiten Spalte wird der Eintritt in die Universität angegeben, in der dritten Spalte das Ausscheiden. Spalte vier nennt die höchste an der Universität Leipzig erreichte Position. An anderen Universitäten kann der entsprechende Dozent eine noch weitergehende wissenschaftliche Karriere gemacht haben. Die nächste Spalte nennt Besonderheiten, den Werdegang oder andere Angaben in Bezug auf die Universität oder das Institut. In der letzten Spalte werden Bilder der Dozenten gezeigt.
| Wissenschaftler                     | von       | bis       | Funktionen                                   | Bemerkungen | Bild |
| ----------------------------------- | --------- | --------- | -------------------------------------------- | --- | ---- |
| Johann Friedrich Christ (1700–1756) | 1730 1739 | 1731 1756 | Ordinarius                                   | Altertumswissenschaftler, einer der ersten Archäologen, Begründer des akademischen Archäologie-Unterrichts in Deutschland; 1730 Vertretungsprofessor, 1739 Ordinarius; mehrfach Rektor der Universität |      |
| Wilhelm Adolf Becker (1796–1846)    | 1836      | 1846      | Ordinarius                                   | 1836 außerordentlicher Professor, 1842 ordentlicher Professor |      |
| Otto Jahn (1813–1869)               | 1847      | 1850      | Ordinarius                                   | Ordinarius für Klassische Philologe, lehrte vor allem zu archäologischen Themen |      |
| Conrad Bursian (1830–1883)          | 1856      | 1861      | außerordentlicher Professor                  | 1856 Privatdozent, 1858 außerordentlicher Professor |      |
| Johannes Overbeck (1826–1895)       | 1863      | 1895      | Ordinarius                                   | erster Professor am 1874 neu geschaffenen Seminar für Klassische Archäologie; Begründer der Abgußsammlung                                                                                              |      |
| Theodor Schreiber (1848–1912)       | 1879      | 1895      | Außerordentlicher Professor                  | 1879 Privatdozent, 1885 außerordentlicher Professor; 1886 zudem Leiter des Städtischen Kunstmuseums Leipzig und Kustos des Leipziger Kunstvereins                                                      |      |
| Franz Studniczka (1860–1929)        | 1896      | 1929      | Ordinarius                                   | Nachfolger Overbecks |      |
| Hans Lamer (1873–1939)              | 1897      | 1900      | Assistent                                    | Philologe und Archäologe, Gymnasiallehrer in Leipzig |      |
| Andreas Rumpf (1899–1966)           | 1913      | 1928      | nichtplanmäßiger außerordentlicher Professor | 1913 Assistent, 1923 Habilitation, Privatdozent, 1927 nichtplanmäßiger außerordentlicher Professor |      |
| Herbert Koch (1880–1962)            | 1929 1951 | 1931 1953 | Ordinarius                                   | 1929 Ordinarius, 1951 Gastprofessor kommissarischer Leiter des Archäologischen Instituts, reorganisierte die Studiensammlung                                                                           |      |
| Robert Heidenreich (1899–1990)      | 1929      | 1943      | außerordentlicher Professor                  | 1929 wissenschaftlicher Assistent, 1931 Habilitation, 1937 Privatdozent für Völkerkunde des antiken Mittelmeerraumes, 1940 außerordentlicher Professor                                                 |      |
| Bernhard Schweitzer (1906–1981)     | 1932      | 1948      | Ordinarius                                   | |      |
| Wolfgang Züchner (1906–1981)        | 1939      | 1946      | Assistent                                    | 1943 Habilitation |      |
| Eberhard Paul (1932–2014)           | 1956      | 1997      | Ordinarius                                   | 1956 Assistent an der Studiensammlung, 1978 außerordentlicher Professor, 1991 Ordinarius |      |
| Hans-Peter Müller (* 1956)          | 1980      | 2022      | Kustos                                       | 1980 Wissenschaftlicher Assistent, 1993 Wissenschaftlicher Mitarbeiter mit Kustosfunktion |      |
| Rainer Vollkommer (* 1959)          | 1994      | 1998      | Oberassistent                                | |      |
| Susanne Pfisterer-Haas (* 1960)     | 1994      | 2000      | wissenschaftliche Mitarbeiterin              | |      |
| Hans-Ulrich Cain (* 1951)           | 1997      | 2017      | Ordinarius                                   | Nachfolger Pauls |      |
| Felix Pirson (* 1968)               | 2001      |           | Honorarprofessor                             | 2001 Wissenschaftlicher Assistent, 2005 Habilitation, 2010 Honorarprofessor |      |
| Stefan Schmidt (* 1961)             | 2003      | 2004      | Oberassistent                                | |      |
| Dirk Steuernagel (* 1964)           | 2004      | 2008      | Oberassistent                                | |      |
| Michael Pfanner (* 1955)            |           |           | Honorarprofessor                             | |      |
| Annette Haug (* 1977)               | 2005      | 2010      | Privatdozentin                               | 2005–2010 wissenschaftliche Mitarbeiterin, 2009 Habilitation, Privatdozentin |      |
| Martin Tombrägel (* 1975)           | 2007      | 2015      | Privatdozent                                 | 2007 Wissenschaftlicher Mitarbeiter, 2008 Akademischer Assistent, 2014 Wissenschaftlicher Mitarbeiter und Privatdozent                                                                                 |      |
| Jörn Lang (* 1978)                  | 2011      |           | Kustos                                       | 2011 wissenschaftlicher Mitarbeiter, 2022 Kustos des Antikenmuseums |      |
| Susanne Moraw (* 1965)              | 2017      | 2021      | wissenschaftliche Mitarbeiterin              | |      |
| Katharina Meinecke (* 1979)         | 2021      | 2024      | Juniorprofessorin                            | |      |

Lehrstuhlinhaber:
- 1863–1895: Johannes Overbeck
- 1896–1929: Franz Studniczka
- 1929–1931: Herbert Koch
- 1932–1948: Bernhard Schweitzer
- 1991–1997: Eberhard Paul
- 1997–2017: Hans-Ulrich Cain